# Randmärke

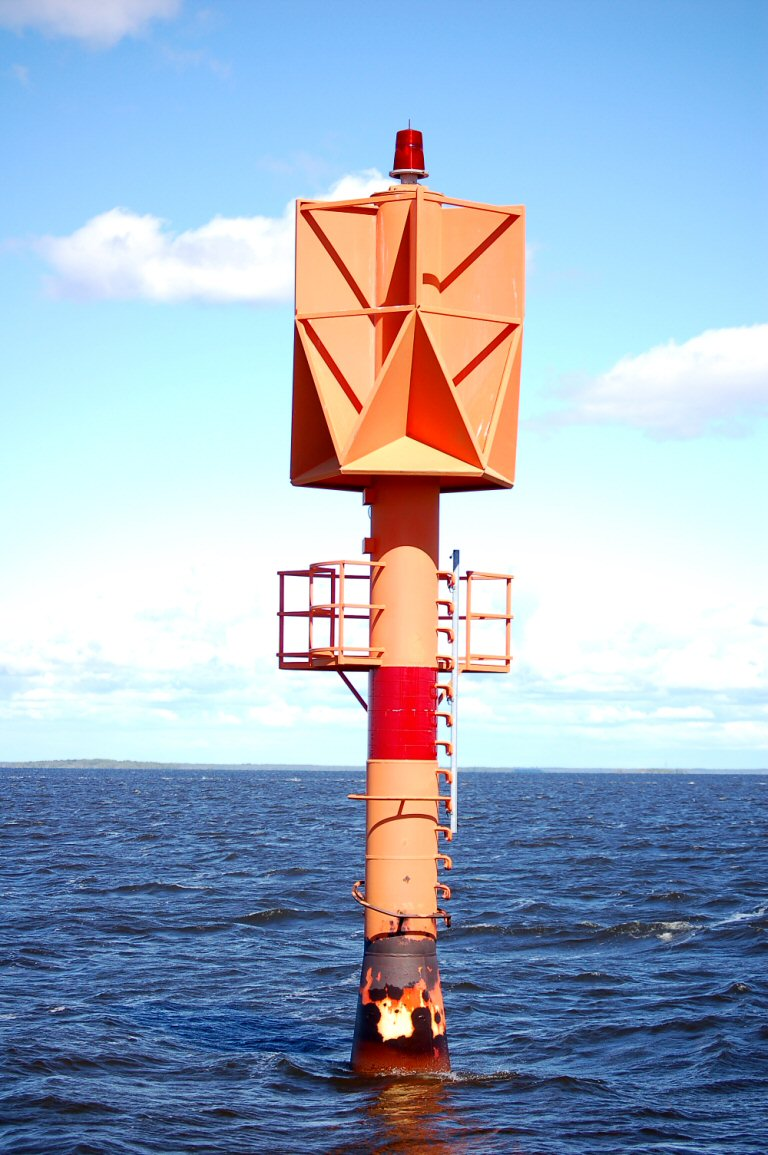
Randmärke: babordsmärke, system A.

Ett randmärke är ett sjömärke, byggt på havsbottnen eller vid stranden, som visar på vilken sida farleden eller annars tryggt vatten ligger. Till färgläggning, funktion och eventuell fyrkaraktär motsvarar randmärken prickar, men är alltså inte flytande. Randmärken ligger ofta en bit från farleden, avståndet framgår av sjökortet. Radarmärken har annan färgläggning och ligger för långt från farleden för att direkt ange dess läge, men syns liksom randmärkena tydligt på radar.
Randmärkena är i allmänhet stora konstruktioner vid stora farleder. De byggs nära grundets kant och på sjökortet anges hur nära de tryggt kan passeras, ofta något tiotal meter.
Randmärken och radarmärken används rätt allmänt i finska vatten. Finska randmärken ligger 0–50 m från farledens rand. Toppmärkena (”kvastarna”) är på kardinalrandmärken ersatta med en enhetlig typ av radarreflektor.